# 表参道/二子玉川/Never Never Give Up
「表参道/二子玉川/Never Never Give Up」（おもてさんどう/ふたごたまがわ/ネバーネバーギブアップ）は、チャオ ベッラ チンクエッティのメジャー10作目、通算18作目のシングル。2015年7月8日にアップフロントワークス（PICCOLO TOWNレーベル）から発売された。

## 概要
- 本作からアップフロントワークスへ移籍となった。
- チャオ ベッラ チンクエッティに改名後の最初の作品となった。
- 「表参道」はKANが日本語詞を付けてカバーした「オー・シャンゼリゼ」のカバー。
- 初回生産限定盤と通常盤A～Eの6形態でリリースされた。初回生産限定盤にはミュージック・ビデオを収録したDVDが同梱されており、通常盤A～Eにはそれぞれのメンバーがメインのアカペラバージョンによる「表参道」が収録されている。
- 2015年6月25日までにポニーキャニオンショッピングクラブで全6形態を予約すると、特典として、2015年5月30日に五反田ゆうぽうとで行われたライブのスペシャルDVDが付属した[4]。
- 本作が秋山ゆりかの参加する最後の作品となった。

## 収録曲

### 初回生産限定盤
1. 表参道
原曲：Waterloo Road (Les Champs-Élysées)　作詞・作曲：Michael Antony Deighan & Michael Wilshaw　日本語詞：KAN[5]　編曲：Mt.3
2. 二子玉川
作詞・作曲：角田崇徳　編曲：鈴木俊介
3. Never Never Give Up
作詞：つんく[6]　作曲・編曲：和田俊輔
4. 表参道 (Instrumental)
5. 二子玉川 (Instrumental)
6. Never Never Give Up (Instrumental)

#### 初回生産限定盤付属DVD
1. 表参道 (Music Video)
2. 二子玉川 (Music Video)
3. Never Never Give Up (Music Video)

### 通常盤A
1. 表参道
2. 二子玉川
3. Never Never Give Up
4. 表参道 (アカペラVer.) feat.秋山ゆりか
5. 表参道 (Instrumental)
6. 二子玉川 (Instrumental)
7. Never Never Give Up (Instrumental)

### 通常盤B
1. 表参道
2. 二子玉川
3. Never Never Give Up
4. 表参道 (アカペラVer.) feat.岡田ロビン翔子
5. 表参道 (Instrumental)
6. 二子玉川 (Instrumental)
7. Never Never Give Up (Instrumental)

### 通常盤C
1. 表参道
2. 二子玉川
3. Never Never Give Up
4. 表参道 (アカペラVer.) feat.後藤夕貴
5. 表参道 (Instrumental)
6. 二子玉川 (Instrumental)
7. Never Never Give Up (Instrumental)

### 通常盤D
1. 表参道
2. 二子玉川
3. Never Never Give Up
4. 表参道 (アカペラVer.) feat.橋本愛奈
5. 表参道 (Instrumental)
6. 二子玉川 (Instrumental)
7. Never Never Give Up (Instrumental)

### 通常盤E
1. 表参道
2. 二子玉川
3. Never Never Give Up
4. 表参道 (アカペラVer.) feat.諸塚香奈実
5. 表参道 (Instrumental)
6. 二子玉川 (Instrumental)
7. Never Never Give Up (Instrumental)

## クレジット
衣装協力：Marblee
表参道
- Programming / Chorus：Mt.3
- Additional Programming：秦誠
- Electric Guitar：手島いさむ

二子玉川
- Guitar / Bass / Programming：鈴木俊介
- Acoustic Piano：五十嵐宏治
- Chorus：久保田薫、Mt.3

Never Never Give Up
- Programming：和田俊輔
- Chorus：新良エツ子
- Guitar：naguromu
- Special Thanks：比留間泰生、ネネネレコード